# Spiez
Spiez je město v okrese Frutigen-Niedersimmental v kantonu Bern ve Švýcarsku. Žije zde přibližně 13 tisíc obyvatel.

## Geografie

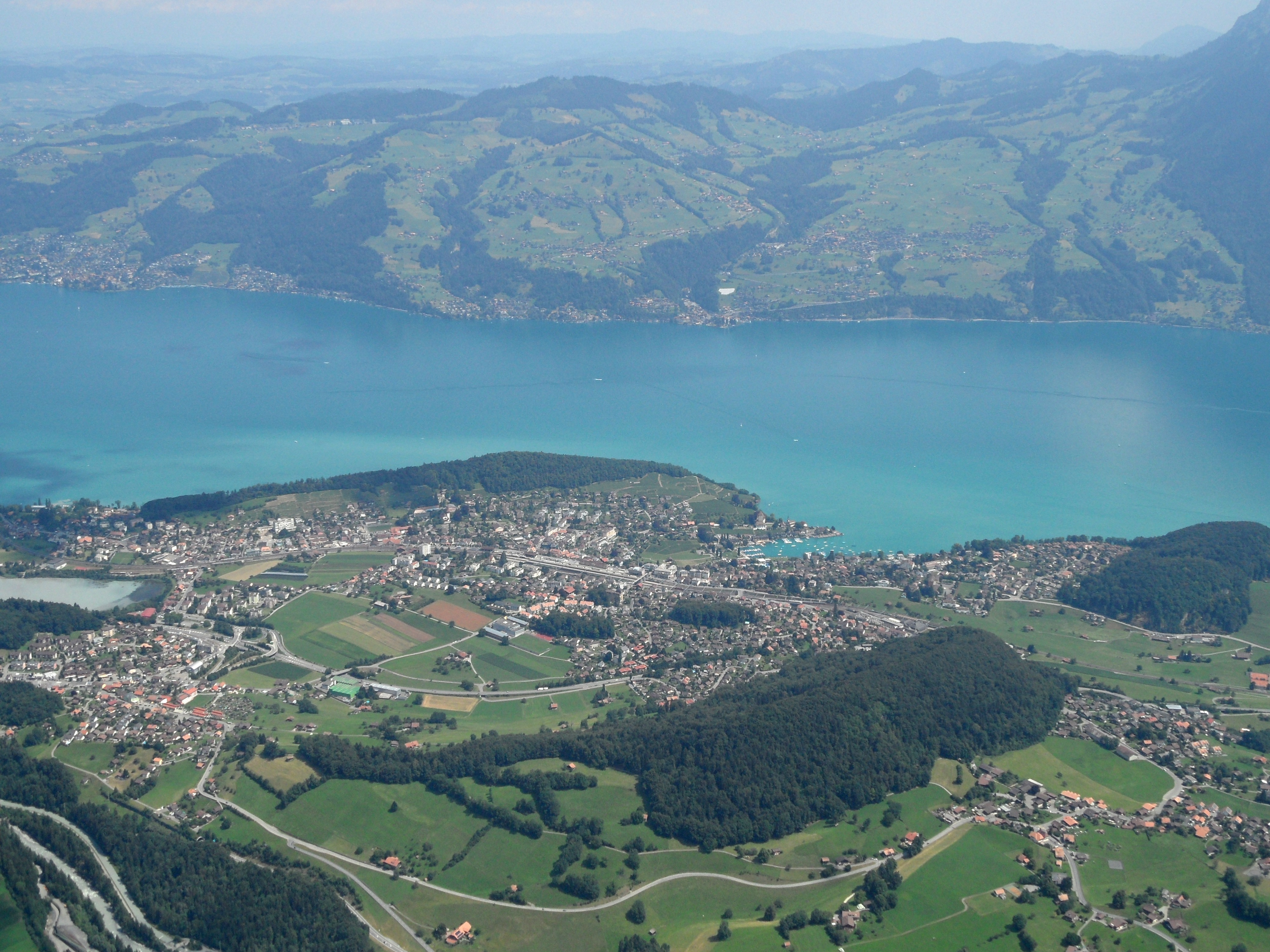
Letecký pohled

Spiez leží na jižním břehu Thunského jezera. Obec Spiez se rozkládá v nadmořské výšce od 558 m n. m. do 852 m n. m. (vrch Hondrich).
Spiez se skládá z pěti místních částí (vesnic; německy Bäuerte): Spiez, Einigen, Hondrich, Faulensee a Spiezwiler (dříve Wyler).
Spiez má rozlohu 16,8 km². V této oblasti je 38,5 % využito pro zemědělství, 29,1 % je zalesněno, 29,1 % zabírají stavby (budovy nebo silnice) a zbytek 3,3 % je v přírodním stavu (řeky, ledovce a hory).

## Historie
Název místa pravděpodobně pochází ze starohornoněmeckého spioz „ostroh“ a původně označoval horský výběžek nebo mys, na kterém místo leží. Jméno je poprvé doloženo mezi lety 761–762 jako Spiets.

Pohled na centrum města s hradem (1919)

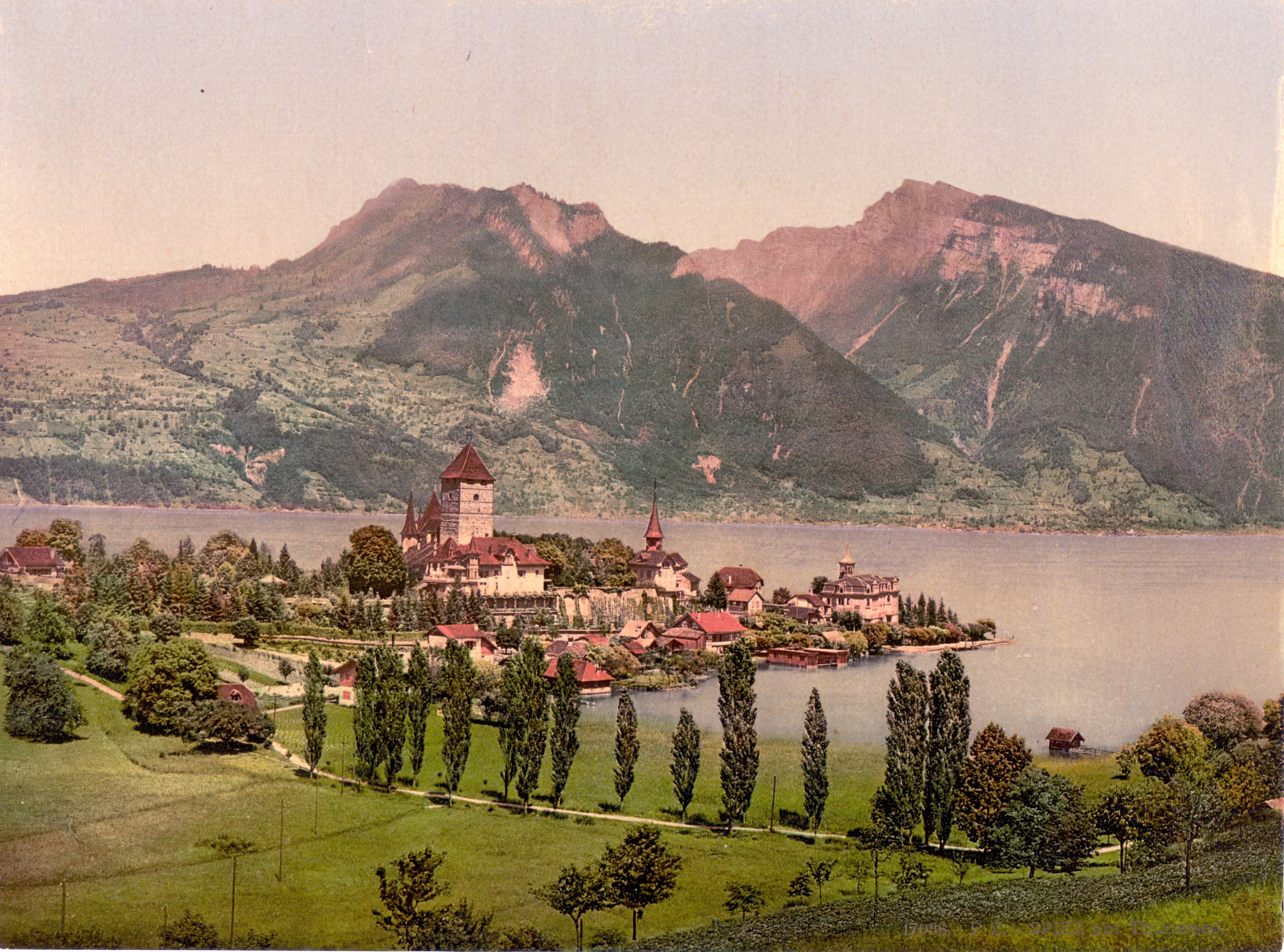
Spiez kolem roku 1900

Hřeben byl osídlen již v mladší době bronzové. Lze předpokládat, že Spiez byl stejně jako nedaleký královský dvůr Wimmis burgundským královským sídlem. Ves je doložena v roce 1280 jako císařské léno: na úpatí vysokého středověkého hradu Spiez (fragmenty hlavní věže a štítové zdi z 12. století) se ve 13. století vytvořilo městečko Spiez s hradbami a branou, kterému král Rudolf I. Habsburský v roce 1280 udělil týdenní trh; majitelem léna Spiez byl císařský hofmistr Richard z Corbières. V roce 1308 dostal Spiez do zástavy baron Johannes von Strättligen a v roce 1338 prodal hrad, město, kostel a několik okolních vesnic bernskému starostovi Johannu II. von Bubenberg. Po vymření Bubenbergů přešlo baronství Spiez v roce 1506 na rod von Diesbach a v roce 1516 na rod von Erlach, pod jehož vládou zůstalo až do roku 1798.
Rodina von Erlach zůstala vlastníkem zámeckého areálu až do roku 1875. Původní hradní areál byl postupně rozšířen na zámek, v pozdním středověku a kolem roku 1600 o palác a severní budovu, v 17. a 18. století o nový zámek (jižní strana) a hostinec (dnes Le Roselier). Součástí areálu byly zahrady, vinice a lesy. Po různých změnách majitelů získala areál v roce 1929 Nadace zámku Spiez spolu se zámeckým kostelem, který jí patřil od roku 1907. Zahrady a zámek byly zpřístupněny veřejnosti a dnes slouží jako konferenční místo a kulturní centrum (výstavy, zámecké koncerty a od roku 1959 i divadelní představení pod širým nebem).
Od roku 1856 se Spiez rozvíjel jako klimatické lázně a cestovní ruch je dosud důležitým odvětvím hospodářství.

## Obyvatelstvo
| Vývoj počtu obyvatel | Vývoj počtu obyvatel | Vývoj počtu obyvatel | Vývoj počtu obyvatel | Vývoj počtu obyvatel | Vývoj počtu obyvatel | Vývoj počtu obyvatel | Vývoj počtu obyvatel | Vývoj počtu obyvatel | Vývoj počtu obyvatel | Vývoj počtu obyvatel | Vývoj počtu obyvatel | Vývoj počtu obyvatel | Vývoj počtu obyvatel | Vývoj počtu obyvatel | Vývoj počtu obyvatel | Vývoj počtu obyvatel | Vývoj počtu obyvatel |
| -------------------- | -------------------- | -------------------- | -------------------- | -------------------- | -------------------- | -------------------- | -------------------- | -------------------- | -------------------- | -------------------- | -------------------- | -------------------- | -------------------- | -------------------- | -------------------- | -------------------- | -------------------- |
| Rok                  | 1764                 | 1850                 | 1860                 | 1870                 | 1888                 | 1900                 | 1910                 | 1920                 | 1930                 | 1941                 | 1950                 | 1960                 | 1970                 | 1980                 | 1990                 | 2000                 | 2010                 |
| Počet obyvatel       | 2115                 | 2132                 | 2079                 | 2214                 | 2045                 | 3031                 | 3503                 | 4547                 | 4992                 | 5679                 | 6536                 | 8168                 | 9911                 | 9800                 | 11 082               | 12 027               | 12 276               |

## Doprava
Spiez je důležitým železničním dopravním uzlem. Větví se zde normálněrozchodná trať z Bernu a Thunu, která východním směrem pokračuje po břehu jezera do Interlakenu a jižním směrem do Vispu, přičemž prochází novým železničním tunelem.

## Turistika a zajímavosti

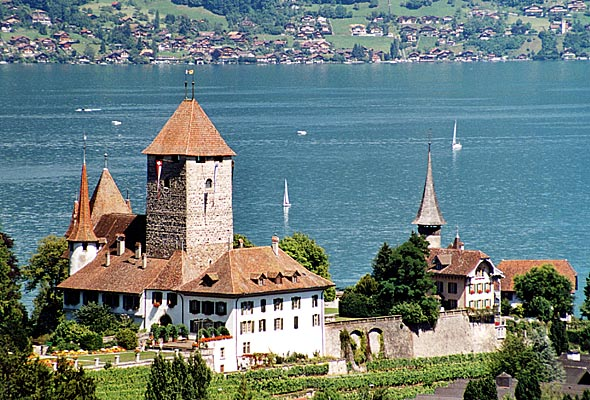
Zámek Spiez

Hlavní atrakcí je zámek Spiez s reprezentativními místnostmi ze 13. až 18. století, nacházející se na břehu Thunského jezera a patřící k dominantám města. Rozsáhlý zámecký park a více než 1000 let starý raně románský zámecký kostel také lákají mnoho turistů. V zámku je umístěno historické a dějinné muzeum a také restaurace. Prostory hradu jsou pronajímány ke svatbám i komerčním účelům.
V typickém simentálském domě z roku 1728 sídlí muzeum vinařství a místní historie. Nachází se zde vyobrazení selské domácnosti, kompletní bednářská dílna, Trüel s lisem na hrozny a expozice o práci na vinici a ve sklepě.

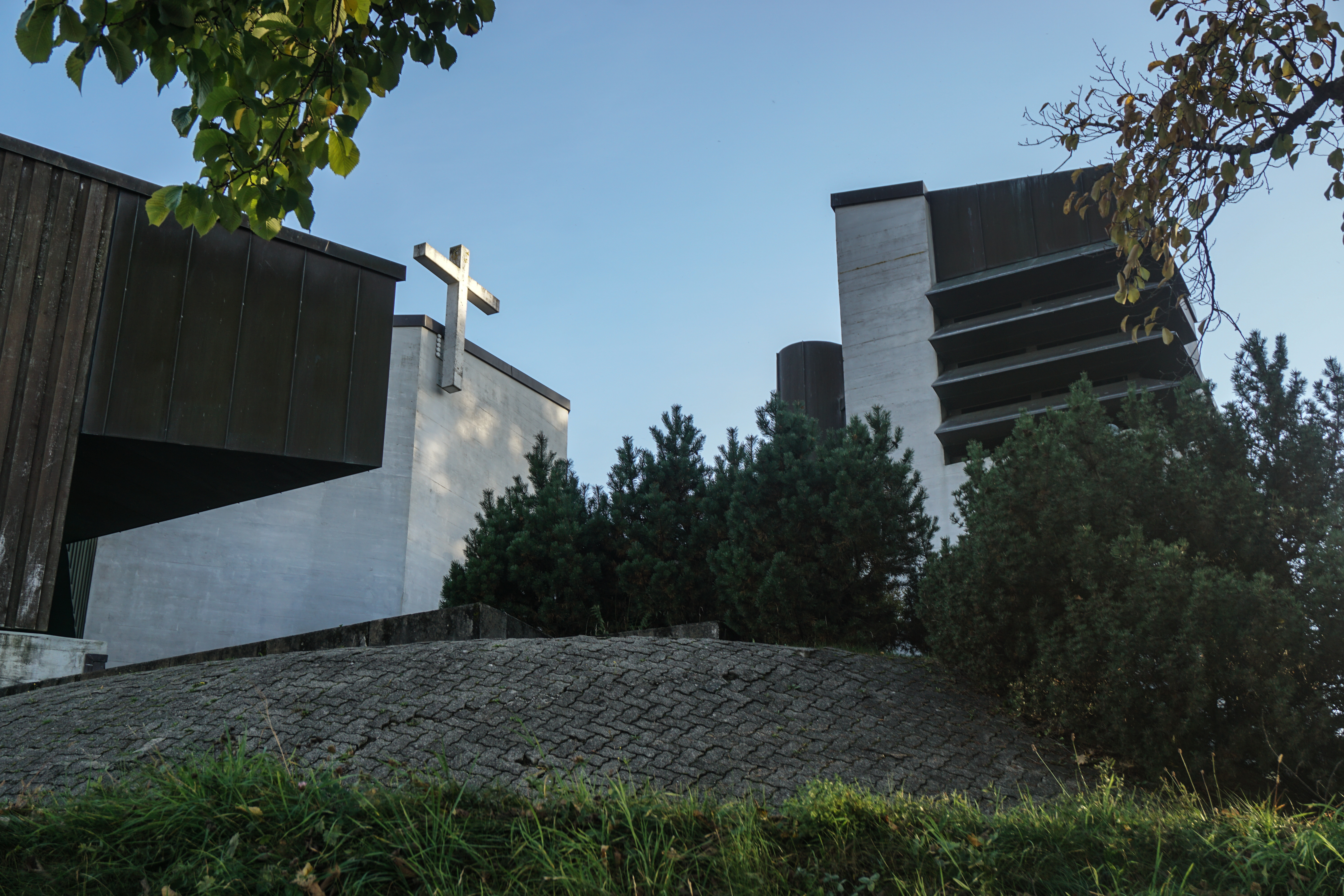
Kostel Bruder Klaus

Hotel Belvédère ve Spiezu byl domovem německého národního týmu během mistrovství světa ve fotbale v roce 1954. „Spiezský duch“, který zde mezi hráči vznikl, je považován za důležitý faktor vítězství ve světovém poháru.
Ve Spiezu se nachází jedna z nejvýše položených vinic na sever od Alp, kde se vyrábí víno „Spiezer Wein“.
Kulturní nabídku doplňují četné kulturní akce v průběhu celého roku.
Kostel farnosti Bruder Klaus, slavnostně otevřený v roce 1974, je unikátní víceúčelový kostel, který je od roku 1994 památkově chráněný; architektem je Justus Dahinden.

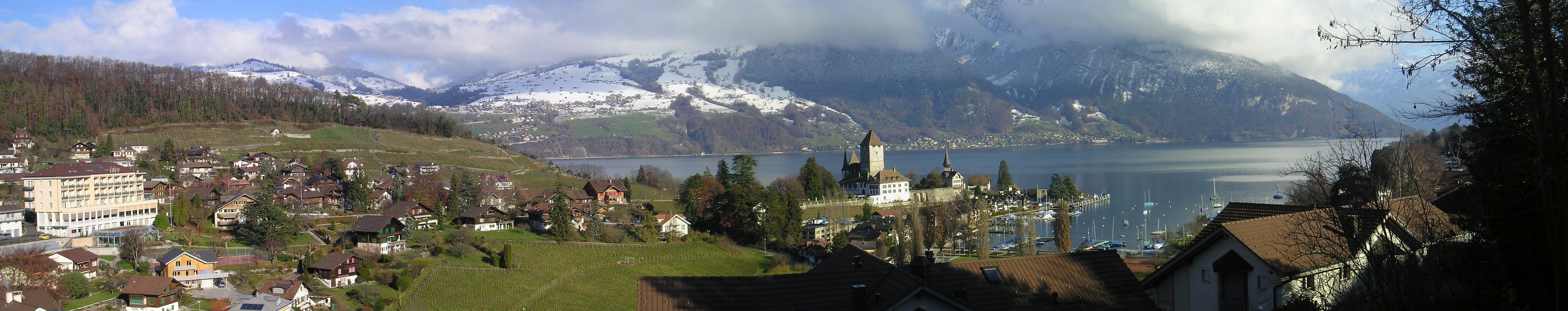
Panaromatický pohled na Spiez

## Osobnosti
- Maya Pedersenová-Bieriová (* 1972), švýcarsko-norská skeletonistka